# Jurgen Van Den Broeck
Jurgen Van Den Broeck, född 1 februari 1983 i Morkhoven, är en belgisk professionell tävlingscyklist. Han blev professionell 2004. Sedan 2007 tävlar han för Predictor-Lotto.

## Karriär
Under säsongen 2001 vann Van Den Broeck juniorvärldsmästerskapen i tempolopp, som gick av stapeln i Portugal. Inför säsongen 2004 blev Van Den Broeck professionell med det amerikanska stallet US Postal Service efter att han innan dess tävlat i amatörstallet Quick Step Espoirs.
Den belgiska cyklisten Johan Vansummeren vann Liège-Bastogne-Liège för U23-cyklister under säsongen 2003. Van Den Broeck slutade tvåa bakom sin landsman medan nederländaren Pieter Weening slutade på tredje plats. Under året blev Van Den Broeck silvermedaljör i nationsmästerskapens tempolopp bakom Olivier Kaisen.
Van Den Broeck slutade trea på prologen av Redlands Bicycle Classic 2004 bakom amerikanerna Chris Horner och David Zabriskie. Under säsongen 2005 slutade han tvåa på etapp 6 av Tyskland runt bakom den kazakiska cyklisten Maksim Iglinskij.
2006 vann Van Den Broeck Derny Criterium Schriek. Under året slutade han också trea på etapp 3a av Belgien runt bakom Stijn Devolder och Leif Hoste. På nationsmästerskapens tempolopp 2007 slutade Van Den Broeck trea bakom Leif Hoste och Philippe Gilbert. 2008 slutade han på sjunde plats på Giro d'Italia.
I april 2009 slutade Van Den Broeck tvåa på etapp 2 av Baskien runt bakom Michael Albasini. Van Den Broeck var stark under Tour de France 2009 och var flera gånger i utbrytningar. Han slutade Tour de France på 15:e plats det året. Han slutade på femte plats på etapp 16, genom en utbrytning, bakom Mikel Astarloza, Sandy Casar, Pierrick Fedrigo och Nicolas Roche. Van Den Broeck slutade på fjärde plats på Benelux Tour 2009 bakom Edvald Boasson Hagen, Sylvain Chavanel och Sebastian Langeveld. Under tävlingen slutade han på fjärde plats på etapp 7, ett tempolopp, bakom Boasson Hagen, Langeveld, Maarten Tjallingii och Sylvain Chavanel.

## Meriter

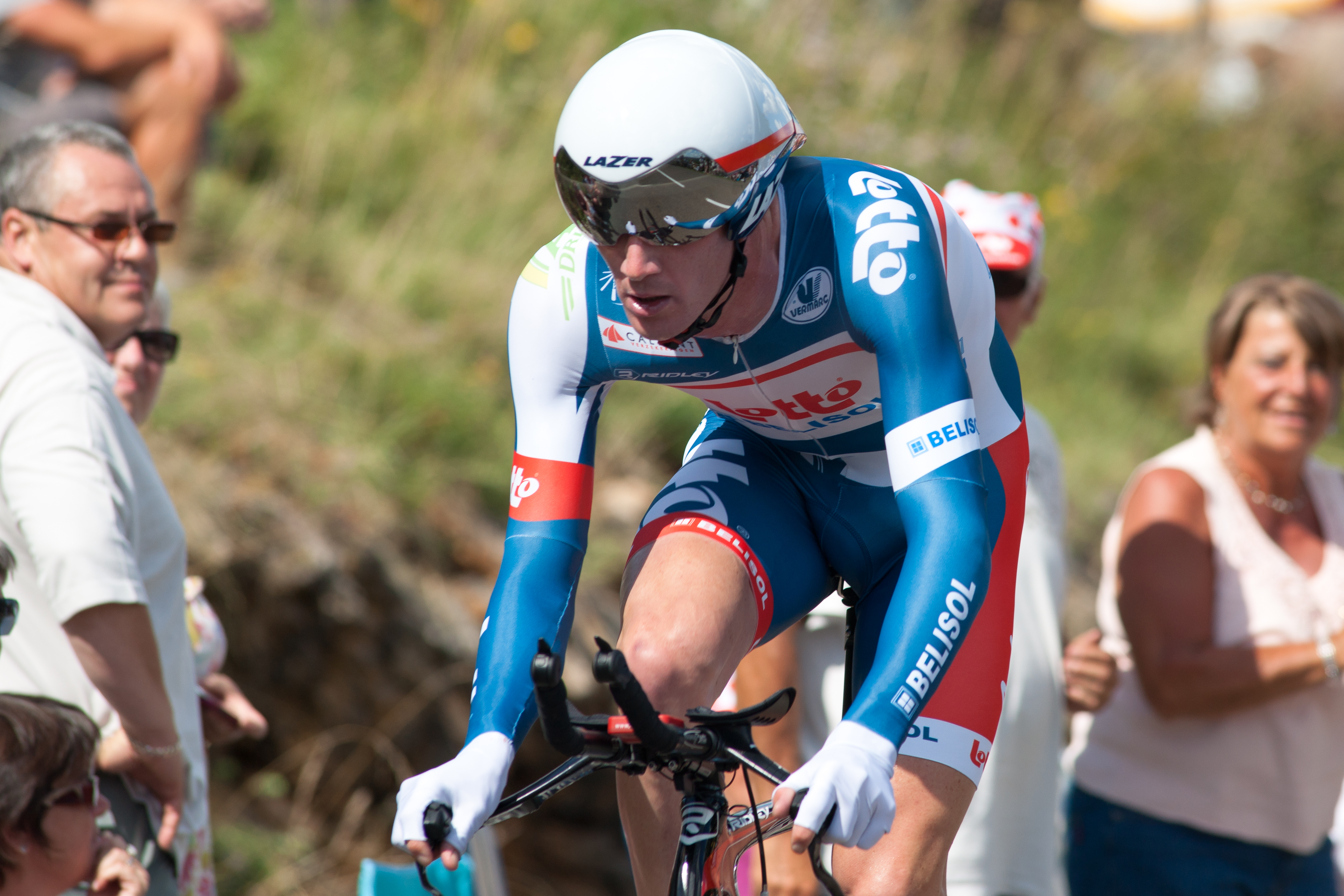
Jurgen Van Den Broeck under 2012 års Tour de France.

2001
1:a, Juniorvärldsmästerskapens tempolopp
2002
Domo Sweet Paradise
Tour of Limburg
2003
2:a, Nationsmästerskapens tempolopp
2004
6:a Belgien runt
13:a GP Eddy Merckx
2005
5:a, etapp 4, Eneco Tour of Benelux
8:a, Eneco Tour of Benelux
10:a, prolog, Eneco Tour of Benelux
2006
Derny Criterium Schriek
9:a, etapp 5, Romandiet runt
20, Romandiet runt
2007
3:a, Nationsmästerskapens tempolopp
2008
7:a, Giro d'Italia
2009
2:a, etapp 2, Baskien runt
5:a, etapp 16, Tour de France
15:e, Tour de France
2010
4:a, Tour de France
2011
8:a, Vuelta a España
2012
4:a, Tour de France

## Stall
- QuickStep-Davitamon-Latexco TT3 2003
- US Postal Service-Berry Floor 2004
- Discovery Channel Pro Cycling Team 2005–2006
- Predictor-Lotto 2007–